# Arrondissement de Limoux
L'arrondissement de Limoux est une division administrative française, située dans le département de l'Aude et la région Occitanie.

## Composition

### Cantons
Liste des cantons de l'arrondissement de Limoux :
- Canton de la Piège au Razès (ancien canton de Bram) (72 communes)
- Canton de Carcassonne-2 (2 communes)
- Canton de la Région-Limouxine (ancien canton de Limoux) (35 communes)
- Canton de la Haute-Vallée de l'Aude (ancien canton de Quillan) (82 communes)

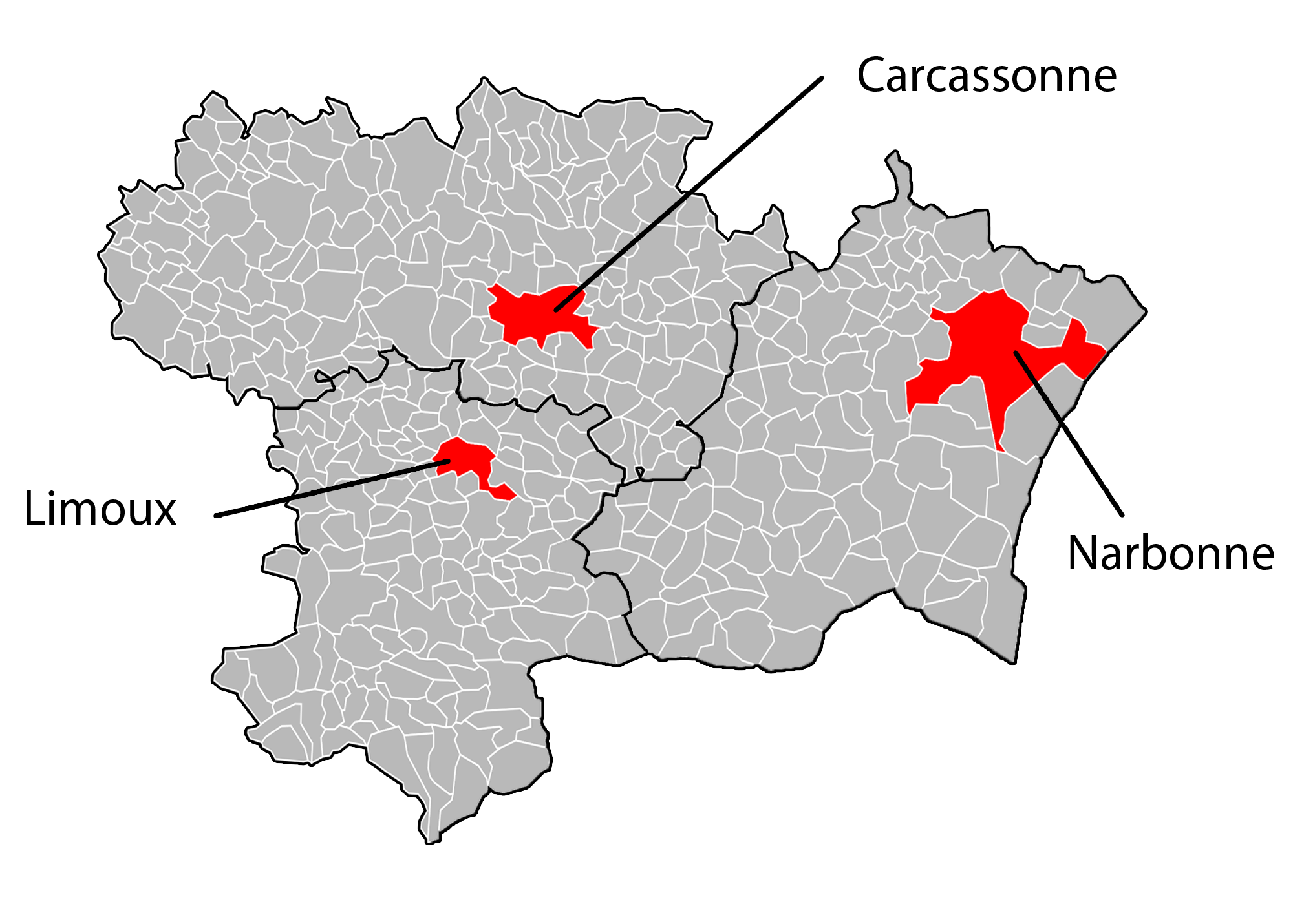
Découpage des communes des trois arrondissements de l'Aude

### Découpage communal depuis 2015
Depuis 2015, le nombre de communes des arrondissements varie chaque année soit du fait du redécoupage cantonal de 2014 qui a conduit à l'ajustement de périmètres de certains arrondissements, soit à la suite de la création de communes nouvelles. Le nombre de communes de l'arrondissement de Limoux est ainsi de 149 en 2015, 147 en 2016, 140 en 2017 et 138 en 2019.
Au 1er janvier 2024, l'arrondissement groupe les 138 communes suivantes :
1. Ajac
2. Alaigne
3. Alet-les-Bains
4. Antugnac
5. Arques
6. Artigues
7. Aunat
8. Axat
9. Belcaire
10. Belcastel-et-Buc
11. Belfort-sur-Rebenty
12. Bellegarde-du-Razès
13. Belvèze-du-Razès
14. Belvianes-et-Cavirac
15. Belvis
16. Bessède-de-Sault
17. La Bezole
18. Bouriège
19. Bourigeole
20. Le Bousquet
21. Brugairolles
22. Bugarach
23. Cailhau
24. Cailhavel
25. Cailla
26. Cambieure
27. Campagna-de-Sault
28. Campagne-sur-Aude
29. Camps-sur-l'Agly
30. Camurac
31. Cassaignes
32. Castelreng
33. Caunette-sur-Lauquet
34. Cépie
35. Chalabre
36. Le Clat
37. Clermont-sur-Lauquet
38. Comus
39. Corbières
40. Coudons
41. Couiza
42. Counozouls
43. Cournanel
44. Courtauly
45. La Courtète
46. Coustaussa
47. Cubières-sur-Cinoble
48. La Digne-d'Amont
49. La Digne-d'Aval
50. Donazac
51. Escouloubre
52. Escueillens-et-Saint-Just-de-Bélengard
53. Espéraza
54. Espezel
55. La Fajolle
56. Festes-et-Saint-André
57. Fontanès-de-Sault
58. Fourtou
59. Gaja-et-Villedieu
60. Galinagues
61. Gardie
62. Gincla
63. Ginoles
64. Gramazie
65. Granès
66. Greffeil
67. Joucou
68. Ladern-sur-Lauquet
69. Lauraguel
70. Lignairolles
71. Limoux
72. Loupia
73. Luc-sur-Aude
74. Magrie
75. Malras
76. Malviès
77. Marsa
78. Mazerolles-du-Razès
79. Mazuby
80. Mérial
81. Missègre
82. Montazels
83. Montfort-sur-Boulzane
84. Montgradail
85. Monthaut
86. Montjardin
87. Nébias
88. Niort-de-Sault
89. Pauligne
90. Peyrefitte-du-Razès
91. Peyrolles
92. Pieusse
93. Pomas
94. Pomy
95. Puilaurens
96. Puivert
97. Quillan
98. Quirbajou
99. Rennes-le-Château
100. Rennes-les-Bains
101. Rivel
102. Rodome
103. Roquefeuil
104. Roquefort-de-Sault
105. Roquetaillade-et-Conilhac
106. Routier
107. Saint-Benoît
108. Sainte-Colombe-sur-Guette
109. Sainte-Colombe-sur-l'Hers
110. Saint-Couat-du-Razès
111. Saint-Ferriol
112. Saint-Hilaire
113. Saint-Jean-de-Paracol
114. Saint-Julia-de-Bec
115. Saint-Just-et-le-Bézu
116. Saint-Louis-et-Parahou
117. Saint-Martin-de-Villereglan
118. Saint-Martin-Lys
119. Saint-Polycarpe
120. Salvezines
121. Seignalens
122. La Serpent
123. Serres
124. Sonnac-sur-l'Hers
125. Sougraigne
126. Terroles
127. Tourreilles
128. Tréziers
129. Val de Lambronne
130. Val-du-Faby
131. Valmigère
132. Véraza
133. Villardebelle
134. Villar-Saint-Anselme
135. Villarzel-du-Razès
136. Villebazy
137. Villefort
138. Villelongue-d'Aude

## Démographie
En 2022, l'arrondissement comptait 42 380 habitants.
| 1968   | 1975   | 1982   | 1990   | 1999   | 2006   | 2011   | 2016   | 2021   |
| ------ | ------ | ------ | ------ | ------ | ------ | ------ | ------ | ------ |
| 46 543 | 44 321 | 43 189 | 42 247 | 41 489 | 43 387 | 44 628 | 42 546 | 42 296 |

| 2022   | - | - | - | - | - | - | - | - |
| ------ | - | - | - | - | - | - | - | - |
| 42 380 | - | - | - | - | - | - | - | - |

## Sous-préfets
| Période           | Période           | Identité                        | Fonction précédente | Observation                                                              |
| ----------------- | ----------------- | ------------------------------- | --- | ------------------------------------------------------------------------ |
| 18 août 1815      | 29 septembre 1815 | Jean-Antoine d'Auberjon         | | Nommé Député de l'Aude en 1820                                           |
|                   |                   |                                 | |                                                                          |
| 27 juillet 1855   | 10 mars 1857      | Adolphe Loreilhe de Lestaubière | Sous-préfet de Vassy | Nommé sous-préfet de Melle                                               |
|                   |                   |                                 | |                                                                          |
| 16 mars 1870      | 5 septembre 1870  | Emmanuel Grandval               | Sous-préfet de Bourganeuf                                                                                                | Remet ses pouvoirs à un délégué de Marcou                                |
|                   |                   |                                 | |                                                                          |
| 10 mars 1877      | 30 décembre 1877  | Bernard Blacque                 | | Nommé sous-préfet de Soissons                                            |
| 30 décembre 1877  | 2 août 1884       | Camille Artaut                  | | Mis en disponibilité sur sa demande                                      |
| 2 août 1884       | 24 mai 1889       | Félix Nicolet                   | Conseiller de préfecture de la Charente-Inférieure                                                                       | Nommé secrétaire général de la préfecture du Puy-de-Dôme                 |
| 24 mai 1889       | 9 juillet 1890    | Jean Flamens                    | Sous-préfet de Thonon | Nommé secrétaire général de la préfecture des Basses-Alpes               |
| 9 juillet 1890    | 31 décembre 1892  | Jean Chapron                    | Sous-préfet de Sisteron                                                                                                  | Nommé sous-préfet de Valognes                                            |
| 31 décembre 1892  | 19 janvier 1893   | Jacques Hébert                  | Sous-préfet de Barcelonnette                                                                                             | Non installé. Maintenu sous-préfet de Barcelonnette                      |
| 19 janvier 1893   | 14 décembre 1895  | François Ramonet                | Sous-préfet de Valognes                                                                                                  | Nommé secrétaire général de la préfecture des Côtes-du-Nord              |
| 14 décembre 1895  | 13 septembre 1897 | Marie-Eugène Celières           | Secrétaire général de la préfecture des Hautes-Alpes                                                                     | Nommé sous-préfet d'Uzès                                                 |
| 13 septembre 1897 | 19 juillet 1898   | Léon Claudel                    | Conseiller de préfecture de Seine-et-Marne                                                                               | Mis en disponibilité                                                     |
| 19 juillet 1898   | 5 septembre 1904  | Paul Sereno                     | Conseiller de préfecture de l'Aude                                                                                       | Nommé sous-préfet d'Orange                                               |
| 5 septembre 1904  | 7 février 1905    | Jean Veillon                    | Secrétaire général de la préfecture du Lot                                                                               | Nommé sous-préfet de Thiers                                              |
| 7 février 1905    | 24 juillet 1907   | André Bouffard                  | Chef de cabinet du préfet des Hautes-Pyrénées                                                                            | Nommé sous-préfet de Coulommiers                                         |
| 24 juillet 1907   | 22 novembre 1910  | Maurice Chautemps               | | Nommé sous-préfet de Bar-sur-Aube                                        |
| 22 novembre 1910  | 12 janvier 1914   | Louis Piettre                   | Sous-préfet de Neufchâteau                                                                                               | Nommé sous-préfet de Bayeux                                              |
| 12 janvier 1914   | 3 mars 1914       | Pierre Moitessier               | Chef de cabinet du préfet des Alpes-Maritimes                                                                            | Nommé sous-préfet d'Albertville                                          |
| 3 mars 1914       | 26 septembre 1918 | Georges Renard                  | Sous-préfet du Blanc | Nommé sous-préfet de Narbonne                                            |
| 7 octobre 1918    | 12 février 1919   | Louis Sénac de Monsembernard    | Sous-préfet de Mauléon                                                                                                   | Nommé sous-préfet de Sarlat                                              |
| 12 février 1919   | 1er novembre 1924 | Georges Lacroix                 | Sous-préfet d'Issoudun                                                                                                   | Nommé sous-préfet de Saint-Gaudens                                       |
| 1er novembre 1924 | 14 juin 1927      | Franck Rouvière                 | Sous-préfet de Saint-Girons                                                                                              | Nommé sous-préfet d'Alès                                                 |
| 14 juin 1927      | 3 avril 1934      | Guillaume Ducombeau             | Rattaché à la préfecture de la Haute-Garonne                                                                             | Nommé secrétaire général de la préfecture de la Haute-Garonne            |
| 3 avril 1934      | 20 avril 1938     | André Lahillonne                | à la disposition du préfet de la Haute-Garonne                                                                           | Nommé sous-préfet de Béziers                                             |
| 20 avril 1938     | 15 mai 1940       | Louis Séguy                     | Secrétaire général de la préfecture de l'Aude                                                                            | Nommé sous-préfet de Narbonne                                            |
|                   |                   |                                 | |                                                                          |
|                   | 7 août 1991       | Alain-Paul Sudron               | Administrateur civil de la commune de Paris                                                                              | Nommé sous-préfet de Sarreguemines                                       |
| 7 août 1991       | 10 juin 1993      | Francis Vuibert                 | Administrateur territorial                                                                                               | Nommé directeur du cabinet du préfet du Pas-de-Calais                    |
| 10 juin 1993      | 10 juin 1996      | André Carava                    | Sous-préfet de Sainte-Menehould                                                                                          | Nommé secrétaire général de la préfecture des Hautes-Pyrénées            |
| 15 juillet 1996   | 28 juillet 1998   | Dominique Vinciguerra           | Officier | Nommé directeur du cabinet du préfet du Gard                             |
| 21 août 1998      | 28 août 2000      | Laurence Lefèvre                | Administrateur civil | Réintégrée dans son corps d'origine                                      |
| 28 août 2000      | 21 juillet 2003   | Antoine Anfre                   | Secrétaire des affaires étrangères                                                                                       | Réintégré dans son corps d'origine                                       |
| 1er août 2003     | 20 juillet 2006   | Roger Campariol                 | Sous-préfet de Commercy                                                                                                  | Réintégré dans son cadre d'emploi d'origine                              |
| 1er août 2006     | 18 juin 2009      | Pierre Coron                    | Sous-préfet de Tournon-sur-Rhône                                                                                         | Nommé sous-préfet de Castellane                                          |
| 26 août 2009      | 2 juillet 2012    | Olivier Tainturier              | Conseiller du corps des tribunaux administratifs et des cours administratives d'appel                                    | Nommé directeur de cabinet du préfet de Vaucluse                         |
| 20 juillet 2012   | 18 février 2014   | Sébastien Lanoye                | Conservateur du patrimoine                                                                                               | Nommé sous-préfet de Castelsarrasin                                      |
| 25 avril 2014     | 23 mars 2018      | Sylvie Siffermann               | Directrice du travail | Nommée sous-préfète de Saint-Dié-des-Vosges                              |
| 15 mai 2018       | 15 mai 2020       | Myriel Porteous                 | Sous-préfète d'Argelès-Gazost                                                                                            | Nommée sous-préfète de Beaune                                            |
| 4 juin 2020       | 25 novembre 2023  | Patrice Bouzillard              | Sous-préfet hors classe                                                                                                  | nommé secrétaire général adjoint à la Préfecture des Pyrénées Orientales |
| 1er février 2023  | 14 février 2025   | Eric Laffargue                  | Inspecteur d'Académie hors classe                                                                                        | nommé secrétaire général adjoint à la Préfecture de Vendée               |
| 27 mars 2025      |                   | Marie-Hélène Bouissac           | Chef de l'unité départementale de l'Hérault de la direction régionale de l'environnement de l'aménagement et du logement |                                                                          |